# 奧洛穆茨縣

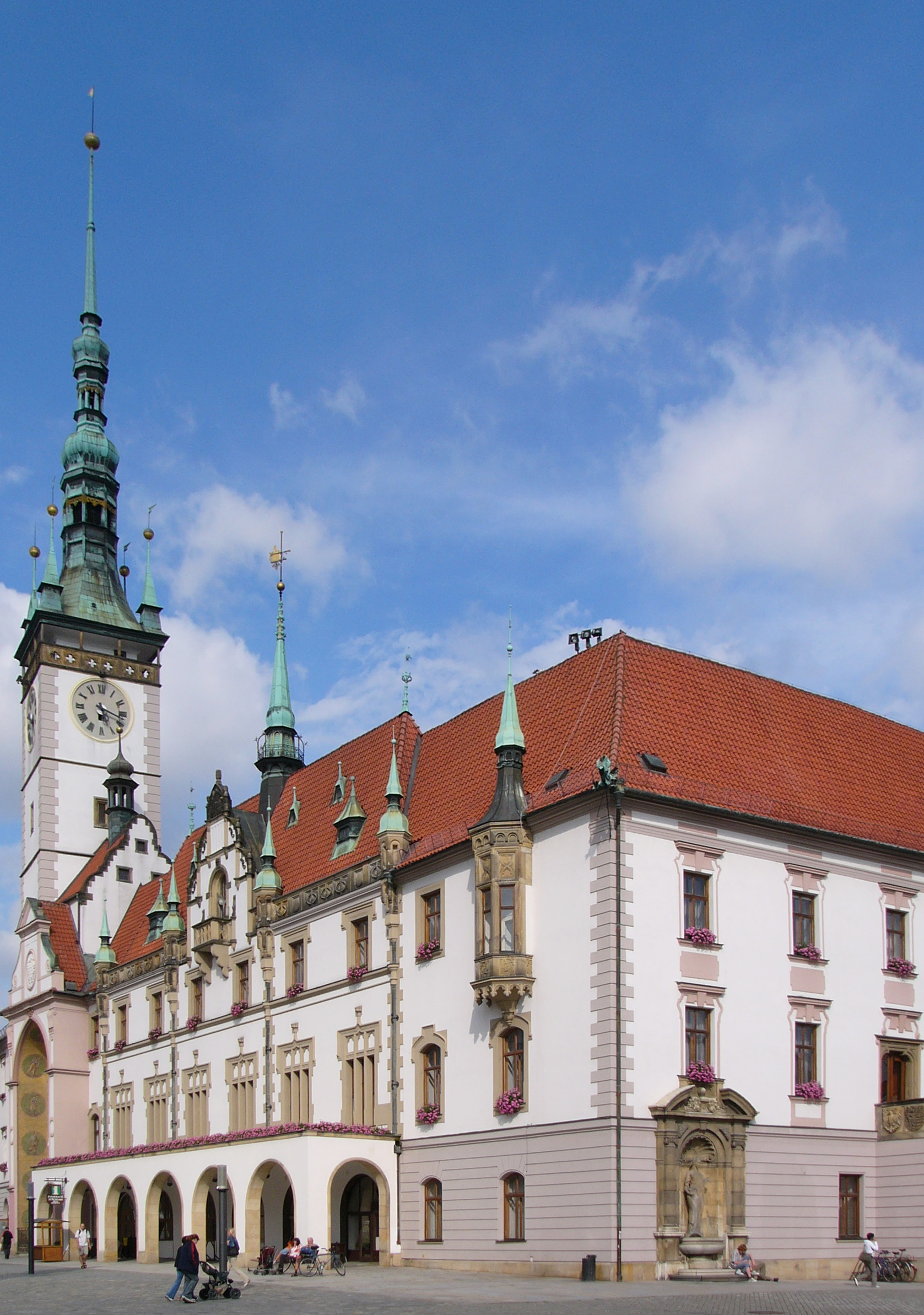

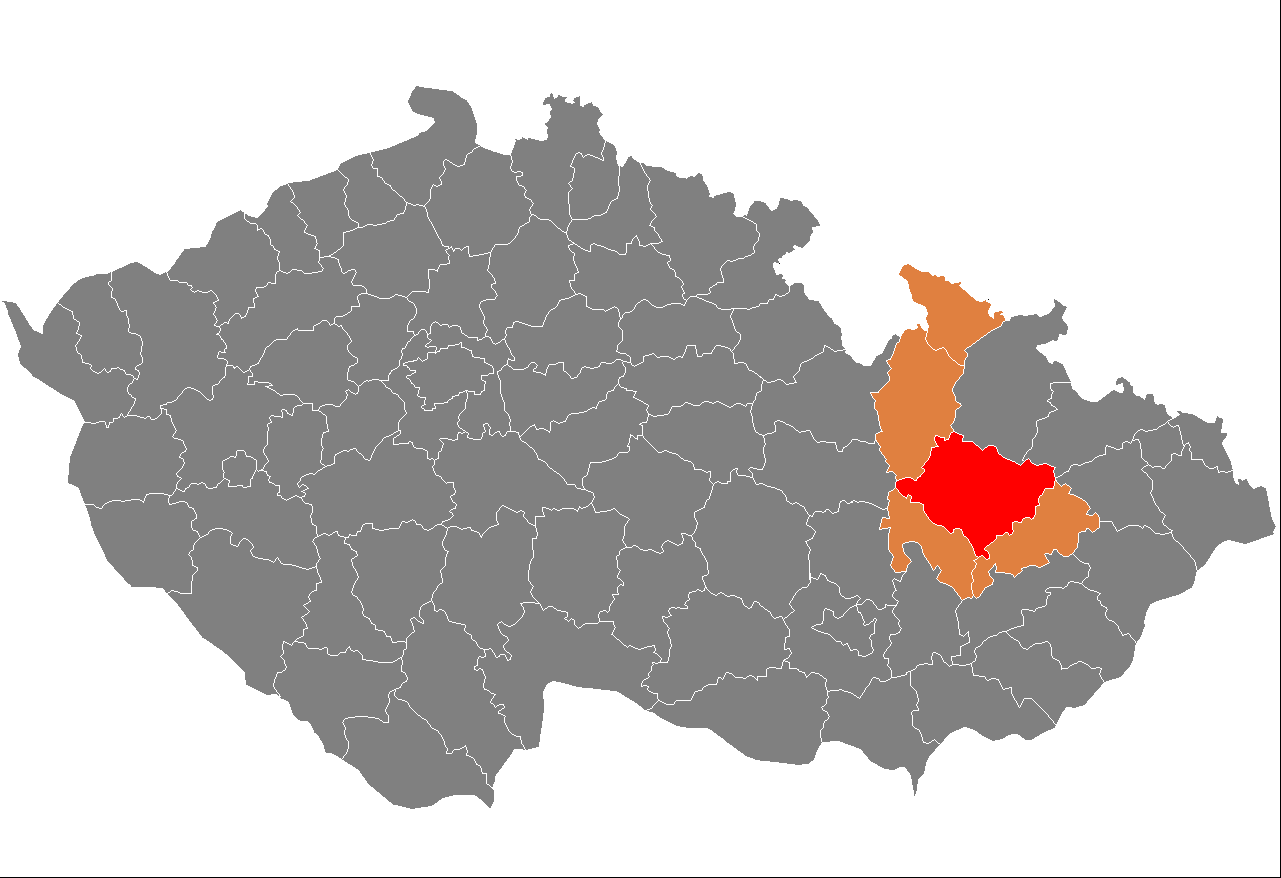

49°35′43″N 17°15′7″E / 49.59528°N 17.25194°E
奧洛穆茨縣（捷克語：Okres Olomouc），是捷克東北部奧洛穆茨州的縣份，县治为奧洛穆茨。面積1,620平方公里，2007年人口228,831，人口密度每平方公里141人。